# Santiago Arnaldo Quinto Serna
Santiago Arnaldo Quinto Serna (Albatera provincie (Alicante), 1971) is een Spaans componist, muziekpedagoog, dirigent en pianist.

## Levensloop
Quinto Serna kreeg zijn eerste muzieklessen binnen de Sociedad Unión Musical "La Aurora" de Albatera. Hij studeerde compositie bij Manuel Seco de Arpe, piano bij Jacobo Ponche en Pilar Valero en orkestdirectie bij José Luis López García aan het Conservatorio Superior de Música "Manuel Massotti Littel" in Murcia.
Tegenwoordig (2010) is hij professor voor harmonie en analyse aan het Conservatorio Profesional Municipal de Orihuela. Als dirigent is hij verbonden aan het Orquesta Sinfónica de los Conservatorios de Orihuela, Torrevieja en Almoradí en vooral aan de Banda de Música de la Sociedad Unión Musical La Aurora de Albatera. Als dirigent van de Banda heeft hij op verschillende wedstrijden al prijzen gehaald.
Als componist schrijft hij voor orkesten, harmonieorkesten, muziektheater, vocale muziek en kamermuziek. Zijn Orión werd verplicht gesteld in de 1e divisie tijdens het "Certamen Nacional de Bandas de Murcia", maar ook bij de provinciale wedstrijden in 2009 te Valencia. Verder werd zijn Sinfonía Hamlet verplicht gesteld tijdens het 2º Certamen Internacional de Bandas de Torrevieja in 2008.

## Composities

### Werken voor orkest
- 1984-1995 Tres episodios sinfónicos de "Hamlet"
- 1988/1996 Suite Sencilla
- 1989/2003 Orión, fantasía sinfónica
- 1990/2000 Norturnal
- 1990/2000 Suite miniatura, voor jeugdorkest (won de 1e prijs tijdens de compositiewedstrijd van de stad Gerona in 2005 als compositie voor jeugdorkesten)
- 1993 Scherzo Nocturno
- 1996/2003 Noche de Paz, Villancico sinfónico
- 2000 Rondó, voor jeugdstrijkorkest
- 2000 Variaciones sobre "Adeste Fideles", voor jeugdstrijkorkest
- 2001/2003 Kerstsonate, voor jeugdstrijkorkest

### Werken voor banda (harmonieorkest)

#### Concertwerken
- 1984-1997 Marcha Alegre
- 1984-1995/1999 Sinfonía Hamlet, voor harmonieorkest (won de 1e prijs tijdens het I Concurso de composición sinfónica "Ciudad de Torrevieja")
  1. Aparición
  2. Monólogo
  3. Locura
- 1988 Suite Sencilla
  1. Juego
  2. Canción
  3. Danza
  4. Marcha
- 1989 Orión, symfonische fantasie voor harmonieorkest
- 1990 Nocturnal, Pieza lírica
- 1990 Suite miniatura, voor jeugdharmonieorkest
- 1996 Noche de Paz, Villancico sinfónico
- 1993 Variaciones para banda
- 2010. Rapsodia Hernandiana
- 2012. Obertura Centenario

#### Paso-dobles
- 1991 Cruzados de Villena
- 1992 La Aurora de Albatera
- 2000 A Santa Cecilia, voor gemengd koor en harmonieorkest
- 2000-2004 Sombras y Luces, pasodoble de concierto
- 2002 Cien años de Suspiros, pasodoble de concierto sobre motivos de "Suspiros de España"
- 2004 San Pancracio, voor gemengd koor en harmonieorkest
- 2006 Alabardero, paso-doble
- 2009 Contrabandistas de Monforte del Cid, paso-doble

#### Marchas cristianas
- 2002 Tiempos Caballerescos
- 2003 Espada Tizona
- 2004 Reconquista

#### Marcha mora
- 1989 Medina Azahara (won een prijs tijdens het compositieconcours van de stad Benidorm)
- 1994 rev.1999 Princesa Mora
- 2000 Torres Moras
- 2002 Alquibla
- 2002 Qaid Famet
- 2003 Entran los Realistas
- 2004 Deir-el-Medina
- Los Djinns[2]

#### Processiemarsen
- 1992 Monte Calvario
- 1994 rev.2004 Cristo del buen suceso
- 1996 El triunfo de la cruz (won de 1e prijs bij het compositie-concours van de stad Orihuela in 1996)
- 1997 La negación de San Pedro (won de 1e prijs bij het compositie-concours van de stad Orihuela in 1998)
- 1997 Dejad que los niños
- 1999 rev.2004 Tres Marchas de procesión para Banda Juvenil
- 1999 En los olivos de Cuenca[3]
- 2000 Via Crucis
- 2001 Marcha de procesión no. 11
- 2003  confiar y Esperar

#### Marsen
- 1997 Marcha de la Banda Juvenil
- Amargura i Consuelo, feestelijke mars

### Missen en gewijde muziek
- 2002 Missa (super) brevis (won de een internationale prijs "Juan Bautista Comes" te Segorbe in 2002)
- 2004 Himno a la Inmaculada Concepción de Torrevieja, voor gemengd koor en orgel - tekst: Vicente Pérez (ook in een versie voor gemengd koor en harmonieorkest)

### Muziektheater

#### Balletten
| Voltooid in | titel       | aktes  | première                                | libretto    | choreografie |
| ----------- | ----------- | ------ | --------------------------------------- | ----------- | ------------ |
| 2005        | La Diablesa | 1 akte | 2005 Orihuela, Teatro Circo de Orihuela | María Oleza | María Oleza  |

### Werken voor koren
- 1995-2002 Dos canciones corales, voor gemengd koor - tekst: Miguel Hernández en Juan Ramón Jiménez
- 2003 Fabulas - tekst: Tomás de Iriarte
- 2003 Nocturno - tekst: van de componist
- 2004 Seguidillas y Saltonas, volksliederen van de Canarische eilanden
- 2005 Estrenes, voor gemengd koor - tekst: Antoni Ferrer i Perales
- 2005 Es Navidad, Villancico voor drie zangstemmen, piano en slagwerk - tekst: van de componist (ook in een versie voor gemengd koor en harmonieorkest)
- 2006 Una Luz en la Montaña, Villancico voor drie zangstemmen en piano - tekst: van de componist

### Vocale muziek
- 1987 Romance de la Luna, Luna, voor zangstem en piano - tekst: Federico García Lorca
- 1987 Preciosa y el Aire, voor zangstem en piano - tekst: Federico García Lorca
- 1991 Veante mis ojos, voor zangstem en piano - tekst: Santa Teresa
- 1991 Dejad las hebras de oro ensortijado, voor zangstem en piano - tekst: Francisco de Terrazas
- 1991 ¡QUEDITO!, voor zangstem en piano - tekst: Gabriel de Peralta
- 1994 Dos Escenas de Hamlet, voor twee tenoren, bariton en orkest

### Kamermuziek
- 1983 Septet, voor koperblazers en slagwerk ad lib.
- 1983 Vier stukken, voor klarinet en piano
- 1984 Pastoral, voor klarinet en piano
- 1985 Canción y minueto, voor twee dwarsfluiten en piano
- 1986 Drie kleine stukken, voor klarinet en piano
- 1987 Blaaskwintet in C groot
- 1987 Homenaje a Silvestre Revueltas, voor koperkwintet en slagwerk ad lib.
- 1987-2004 Trio en sol, voor viool, cello en piano
- 1989 Rapsodia, voor klarinet en piano
- 1990 Música para una ceremonia, drie stukken voor koperkwintet
- 1991 A little Rag-Time, voor kopersextet en slagwerk
- 1991 Pequeña Música de Cámara, vijf lichte stukken voor koperblazers en slagwerk
- 1991 Suite de canciones y danzas Hungaras, voor koperkwintet over stukken van Béla Bartók
- 1992 Chacona
- 1994 Dúo-Duelo, voor twee tuba's
- 1994 Hacía Dónde
- 1994 Un Pequeño coral y una marcha bien humorada, voor koperblazers
- 1995 Fragmento, voor strijkkwartet
- 1995 Concertino I, voor dwarsfluit, hobo, klarinet, piano viool en cello
- 1997 La Jornada de dos Pequeños Violonchelistas (y uno más), voor drie cellos en piano
- 1997 Pequeña Polka Pizzicato, voor drie cellos
- 1997 Nana, voor drie cellos
- 1998 Septimino, voor zeven jonge cellisten
- 1999 Concertino II, voor 13 instrumentalisten
- 1999 Variaciones sobre "Adeste Fideles", voor zeven jonge cellisten
- 2001 Comunión, voor twee klarinetten, flugelhorn en cello
- 2001 Kerstsonate, voor vier jonge cellisten
- 2002 Huwelijsmuziek, voor spreker, dwarsfluit, altsaxofoon (of klarinet) en fagot
- 2005 Danza de las Brujas - sobre el "Macbeth", voor 3 dulzainas (hobo's) en slagwerkkwartet
- 2007 Impromptu IV, voor tuba en piano

### Werken voor slagwerk
- 1993 Ritual, voor slagwerkkwartet

## Media
1. ↑  Er bestaan andere bronnen, die 1968 als het geboortejaar documenteren. Quinto Serna, Santiago (1968-)
2. ↑  Los Djinns marcha mora door de Banda Sinfonica de la Centro Instructivo Unión Musical Genovense o.l.v. Juanjo Gallego Montell
3. ↑  En los olivos de Cuenca Marcha procesional de la Semana Santa de Cuenca